# Witkinmuisspecht
De witkinmuisspecht (Dendrocincla merula) is een zangvogel uit de familie Furnariidae (ovenvogels).

## Verspreiding en leefgebied
Deze soort telt zeven ondersoorten:
- D. m. bartletti: van C-Colombia en C-Venezuela tot O-Ecuador, O-Peru, N-Bolivia en W-Brazilië.
- D. m. merula: de Guyana's en extreem N-Brazilië.
- D. m. obidensis: NC-Brazil ten noorden van de Amazonerivier.
- D. m. remota: OC-Bolivia.
- D. m. olivascens: van de Madeirarivier tot de Tapajósrivier (amazonisch ZW-Brazilië).
- D. m. castanoptera: van de Tapajósrivier tot de Tocantinsrivier (amazonisch ZC-Brazilië).
- D. m. badia: van de Tocantinsrivier tot de Maranhãorivier (amazonisch ZO-Brazilië).

## Status
De grootte van de populatie is niet gekwantificeerd maar de soort wordt omschreven als schaars. Op de Rode lijst van de IUCN heeft deze soort de status niet bedreigd.